# FourFourTwo (magazyn)
FourFourTwo to magazyn poświęcony piłce nożnej publikowany przez Future. Jest wydawany co miesiąc, a w maju 2019 roku opublikowane zostało jego 300. wydanie. Swoją nazwę zawdzięcza formacji 4-4-2.
W 2008 roku ogłoszono, że FourFourTwo weszło w trzyletnią współpracę z brytyjskim klubem Swindon Town F.C., który rozpoczął się wraz z sezonem 2008/09.
Magazyn pochodzi z Wielkiej Brytanii, ale posiada 16 różnych wersji językowych. W latach 2010–2018 FourFourTwo ukazywał się również w Polsce.

## Współautorzy

### Obecni
Regularnymi współautorami brytyjskiej wersji magazynu FourFourTwo są następujące osoby:
- Uli Hesse
- James Horncastle
- Martin Mazur
- Michael Cox (nie mylić z brytyjskim pisarzem o tym samym nazwisku)

### Byli felietoniści
- James Richardson, prowadzący program The UEFA Champions League Goals Show na kanale TNT Sports, a w latach 1992–2006 prowadził program Football Italia na kanale Channel 4. Był ekspertem ds. włoskiego futbolu.
- Henry Winter – dziennikarz sportowy.
- Brian Clough – były gracz Middlesbrough i trener. Publikował do swojej śmierci w 2004 roku.
- Bobby Robson – były gracz West Bromwich Albionu, reprezentant Anglii i trener, który na krótko zastąpił Briana Clougha.
- Stan Bowles – były gracz Queens Park Rangers i reprezentant Anglii, który pisał felietony z anegdotami.
- Robbie Savage – były pomocnik reprezentacji Walii, który opisywał Premier League (do 2007 znane jako Premiership) z perspektywy gracza.
- Sam Allardyce – były menadżer m.in. Newcastle United, który odpowiadał na pytania czytelników.
- David Platt – były reprezentant Anglii. Pisał artykuły nt. taktyki meczowej poszczególnych drużyn.
- Míchel Salgado – były gracz w reprezentacji Hiszpanii i drużynie Realu Madryt.
- Arsène Wenger – trener Arsenalu F.C. w latach 1996–2018. Wypowiadał się na temat pięcioosobowej piłki nożnej.
- Diego Forlán – w latach 2002–2014 napastnik reprezentacji Argentyny.
- Gracz (ang. The Player), nieznany felietonista. Jego anonimowość umożliwiała mu pisanie o drugiej, mroczniejszej stronie współczesnego futbolu.

## Redaktorzy
Wśród znanych redaktorów magazynu FourFourTwo wymienić można takich ludzi jak Mat Snow, Hugh Sleight oraz Hitesh Ratna. Redaktorką założycielką była Karen Buchanan.

## Zawartość

### Nagrody oraz rankingi

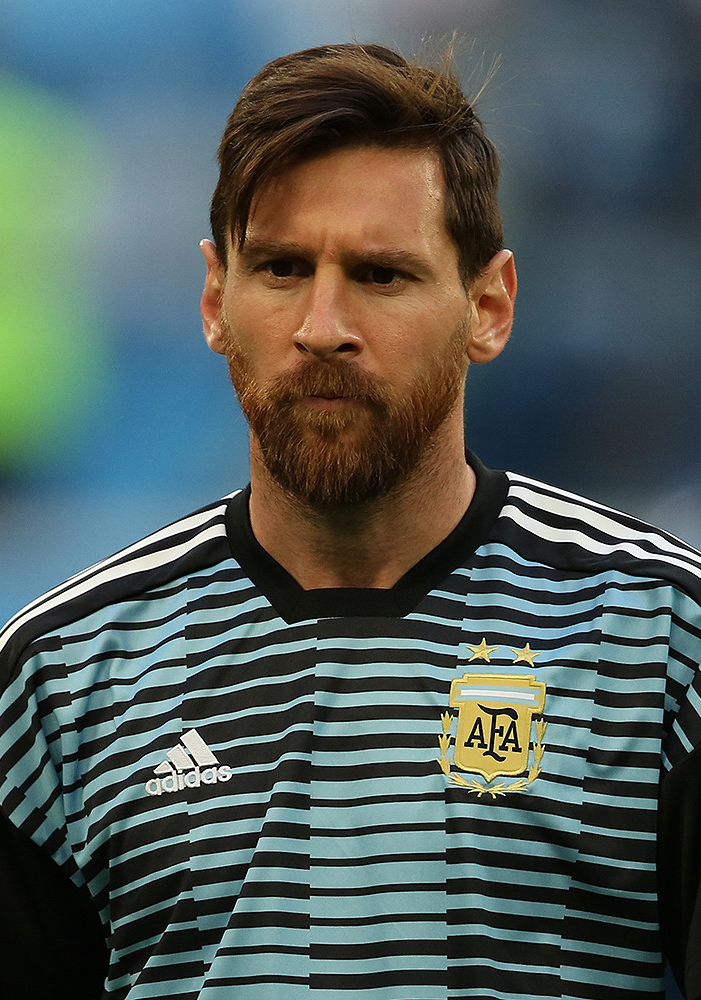
FourFourTwo przyznał Lionelowi Messiemu tytuł Najlepszego Piłkarza Świata aż 8-krotnie. Napastnik zdobył to wyróżnienie cztery razy z rzędu (2009-2012).

FourFourTwo rocznie przyznaje wiele nagród i publikuje swoje własne rankingi. Przykładowo, w 2007 roku po raz pierwszy opublikowali ranking FFT100, zawierający stu najlepszych (zdaniem redaktorów) piłkarzy na świecie. Na zakończenie sezonu Premier League 2012/13, ogłoszone zostały Stats Zone Awards. W maju 2015 roku, opublikowana została lista 50 najlepszych azjatyckich piłkarzy. Z EFL również wybieranych jest najlepszych 50 graczy.
Najlepszy Piłkarz Świata
| Rok  | Zawodnik           | Klub                              |
| ---- | ------------------ | --------------------------------- |
| 2007 | Kaká               | A.C. Milan                        |
| 2008 | Cristiano Ronaldo  | Manchester United                 |
| 2009 | Lionel Messi       | FC Barcelona                      |
| 2010 | Lionel Messi       | FC Barcelona                      |
| 2011 | Lionel Messi       | FC Barcelona                      |
| 2012 | Lionel Messi       | FC Barcelona                      |
| 2013 | Cristiano Ronaldo  | Real Madryt                       |
| 2014 | Cristiano Ronaldo  | Real Madryt                       |
| 2015 | Lionel Messi       | FC Barcelona                      |
| 2016 | Cristiano Ronaldo  | Real Madryt                       |
| 2017 | Lionel Messi       | FC Barcelona                      |
| 2018 | Lionel Messi       | FC Barcelona                      |
| 2019 | Lionel Messi       | FC Barcelona                      |
| 2020 | Robert Lewandowski | Bayern Monachium                  |
| 2021 | Robert Lewandowski | Bayern Monachium                  |
| 2022 | Erling Haaland     | Borussia Dortmund Manchester City |

Zawodnicy z największą liczbą zwycięstw
| Zawodnik           | Liczba |
| ------------------ | ------ |
| Lionel Messi       | 8      |
| Cristiano Ronaldo  | 4      |
| Robert Lewandowski | 2      |
| Kaká               | 1      |
| Erling Haaland     | 1      |

| Kluby             | Zwycięstwa |
| ----------------- | ---------- |
| FC Barcelona      | 8          |
| Real Madryt       | 3          |
| Bayern Monachium  | 2          |
| A.C. Milan        | 1          |
| Manchester United | 1          |
| Manchester City   | 1          |
| Borussia Dortmund | 1          |

### Najlepszy Zawodnik XXI wieku
W kwietniu 2022 roku magazyn FourFourTwo opublikował ranking najlepszych piłkarzy XXI wieku. Pierwsze trzy miejsca zajęli kolejno: Lionel Messi, Cristiano Ronaldo i Andrés Iniesta.

## Wydania obcojęzyczne
- Australia – Wydawanie w Australii rozpoczęto w październiku 2005 roku, co zbiegło się z początkiem działania A-League (piłkarskich rozgrywek ligowych) w tym kraju.

Częścią kampanii promocyjnej magazynu w Australii było hasło „To piłka nożna, ale nie taka, jaką znacie” (ang. „It’s footy, but not as you know it”). Wynikało to z faktu, iż w Australii futbol australijski oraz rugby cieszą się większym zainteresowaniem niż piłka nożna. Magazyn zakończył swoją działalność w Australii w sierpniu 2018 roku, po niespełna 13 latach wydawania.
- Brazylia – Wydawane od 2009 roku przez firmę Cadiz
- Bułgaria – Pierwszy numer ukazał się w kwietniu 2010 roku, niedługo przed Mistrzostwami Świata i skupiał się na drużynie Anglii.
- Chorwacja – Wydawane od października 2010 roku.
- Holandia – Wydawane od listopada 2018 przez F&L Media[16].
- Egipt – Wydawane od czerwca 2010 roku przez Omedia.
- Węgry – Wydawane od marca 2010 roku.
- Indonezja – Wydawane od 2009 roku przez PT Tunas Bola.
- Włochy – Wydawane od grudnia 2013 roku.
- Korea Południowa – Wydawane od czerwca 2007 roku. W połowie poświęcone jest rozgrywkom narodowym
- Malezja/Singapur – W 2009 roku Measat przejęło licencję na malezyjską wersję magazynu, która sprzedawana jest również w Singapurze. 11 sierpnia tego samego roku na stacji Astro SuperSport rozpoczęto emisję FourFourTwo TV Show, którego odcinki ukazywały się co tydzień. Na chwilę obecną program ma dwie edycje tygodniowe oraz jedną miesięczną.
- Nigeria – Pierwsze wydanie miało miejsce w 2006 roku. Od 2008 roku jest ponownie wydawany i sprzedawany również w RPA.
- Polska – Wydawane od maja 2010 przez Arskom Group. Ostatnie wydanie opublikowano w grudniu 2018 roku[17].
- Portugalia – Wydawane od listopada 2013 przez firmę Goody S.A.
- Szwecja – Wydawane od kwietnia 2008 roku.
- Tajlandia – Wydawane od listopada 2009, kiedyś przez Plus One Media Co.Ltd., obecnie przez Siam Sport Syndicate Co.Ltd.
- Turcja – Wydawane od kwietnia 2006 roku.
- Wietnam – Wydawane od maja 2010 roku.